# Trường Trung học phổ thông chuyên Hoàng Văn Thụ
Trường Trung học phổ thông chuyên Hoàng Văn Thụ là trường trung học phổ thông chuyên, công lập trên địa bàn tỉnh Hòa Bình.

## Lịch sử
- 1947: Trong thời kỳ kháng chiến chống Pháp, trường trung học đầu tiên của tỉnh Hoà Bình đã được ra đời với tên gọi: Trường Lạc Long Quân tại Mường Vang, Lạc Sơn - Tiền thân của Trường Trung học phổ thông chuyên Hoàng Văn Thụ hiện nay.
- 1951: Trường này được đổi tên thành tên người chiến sĩ cộng sản Hoàng Văn Thụ.[2]
- 1958: Từ trường cấp II Hoàng Văn Thụ, trường này tiếp tục được mở rộng quy mô để trở thành trường cấp III Hoàng Văn Thụ.
- Tháng 9 năm 1981, hệ chuyên của trường được thành lập.[2]
- Trải qua 2 cuộc chiến tranh, Trường THPT Chuyên Hoàng Văn Thụ đã trở thành Trường cấp 3 có tiếng của ngành Giáo dục phổ thông Liên khu III về phong trào "Dạy tốt Học tốt". Năm học 1961-1962 Trường được Nhà nước tặng thưởng Huân chương Lao động hạng Ba; nhiều năm liên tục đạt danh hiệu Lá cờ đầu của các trường cấp III trong tỉnh và được Đại hội Thi đua Hai tốt của ngành Giáo dục toàn quốc năm 1966 tuyên dương là một trong 9 trường tiên tiến xuất sắc của ngành Giáo dục Việt Nam Dân chủ Cộng hoà. Từ năm 1976 đến năm 1991, Trường có vị trí tiên phong, là trường tiên tiến xuất sắc, dẫn đầu điểm số thi đua trong 45 trường THPT của tỉnh Hà Sơn Bình.
- Từ  năm học 1981-1982 đến năm học 1993-1994 trường lần lượt mở các hệ chuyên đầu tiên là chuyên Toán, chuyên Ngôn ngữ Nga sau đó là các chuyên Hoá học, Ngữ văn,...
- Từ năm học 1993-1994 đến năm học 2000-2001 khối chuyên của Trường đã được tách riêng thành trường PTTH năng khiếu Hoàng Văn Thụ, còn khối phổ thông đại trà được tách ra để thành lập trường PTTH chuyên ban Lạc Long Quân.[2]
- Từ năm học 2001-2002 đến nay, Nhà trường chính thức được đổi tên thành Trường THPT chuyên Hoàng Văn Thụ. Từ đây, trường nằm trong hệ thống trường chuyên của Việt Nam, có quy chế hoạt động riêng của trường chuyên biệt. Nhà trường đã từng bước thực hiện lộ trình hiện đại hóa trường chuyên để trở thành trung tâm đào tạo nhân lực, bồi dưỡng nhân tài chất lượng cao, ở Việt Nam và khu vực Tây Bắc.[2]